# 류드밀라 블론스카
류드밀라 레오니디우나 블론스카(우크라이나어: Людмила Леонідівна Блонська, 1977년 11월 9일 심페로폴 ~ )는 우크라이나의 전직 육상 선수이다. 그녀는 2008년 하계 올림픽에서 실시된 약물 검사에서 실패한 후, 자신의 2번째 도핑 위반 혐의로 평생 동안 선수 자격 정지 징계를 받았다.

## 생애 및 선수 경력

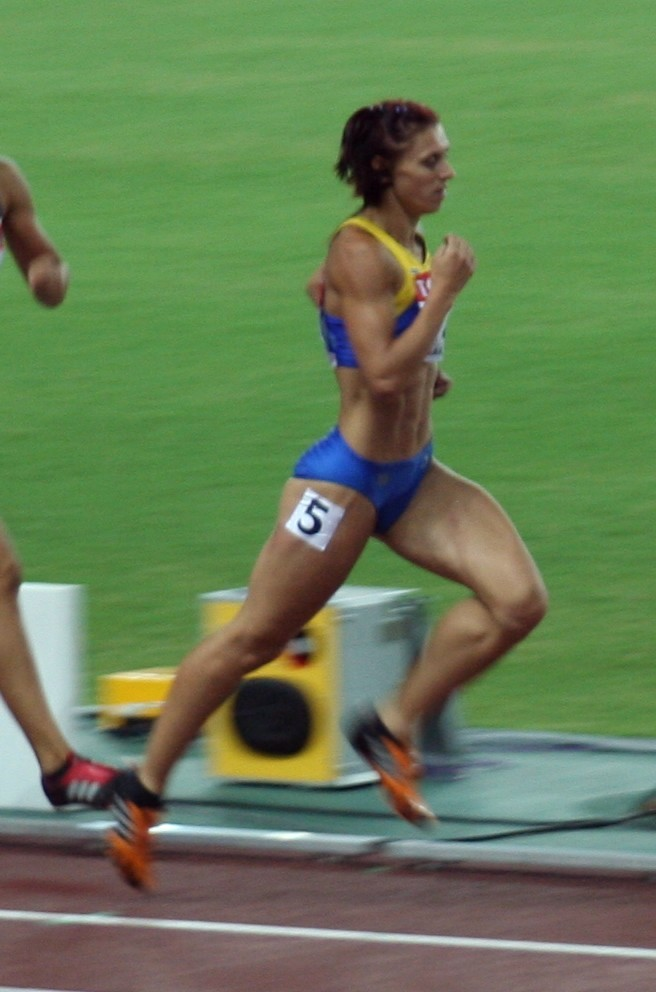
2007년 세계 육상 선수권 대회에 참가한 류드밀라 블론스카

블론스카는 5세때부터 10세때까지 리듬 체조를 연습했다. 그녀는 그 다음 농구로 전향했고 나중에 유도와 사이클 경주로 전향했다.
1995년에 학교를 졸업한후, 블론스카는 우크라이나 주니어 대표팀의 일원으로 훈련을 시작하기 위해 수도 키예프로 이주했다. 5개월후 그녀는 하르키우 스포츠 연구소 및 체육 문화에서 연구할 수 있는 초대장을 받았다. 그녀는 강사없이 자신을 발견했고 끝을 맞추기 위해 밤에 작업하는 동안, 1년 반 동안 자신을 가르쳤다.
2000년에 블론스카는 조련사이자 물리학 문화 교수로서 하르키우 연구소를 졸업했고 동료 선수 세르히 블론스키와 함께 브로바리로 이동했다. 그녀는 다음해에 어머니가 되었다.
2002년 5월에 블론스카는 뮌헨 유럽 선수권 대회 출전을 위한 6039의 PB및 예선 통과로 전국 선수권 대회에서 우승했다. 거기에 그녀는 13위를 했고 그 후 스테로이드에 대한 양성 반응을 보였다. 그녀는 IAAF의 결정에 이의를 제기하고자 했지만, 그렇게 할 수 있는 재정 지원이 부족했다. 그녀는 스포츠 무대로 복귀하기 전에, 2년동안 선수 자격 정지 처분을 받았다. 2004년 6월에 그녀는 자신의 2번째 아이를 낳았다.
그녀는 2005년 유니버시아드 대회에서 금메달을 획득했고 2006년 유럽 선수권 대회에서 5위를 했다. 블론스카의 개인 최고 7종경기 점수는 6,832점이고, 그녀가 2007년 8월에 오사카에서 달성한 우크라이나 기록이다. 그녀는 그 대회에서 은메달을 획득했다.
블론스카는 2008년 올림픽 여자 7종경기에서 은메달을 땄지만, 빨리 실격되었다. 그녀는 단백 동화 스테로이드 메틸테스토스테론 양성 반응을 보인 뒤에 자신의 메달을 박탈당했다. 그녀는 멀리뛰기 결승 진출 자격을 얻었지만, 국제 올림픽 위원회는 그녀를 올림픽 대표팀에서 제외하기로 결정했다. 이것이 그녀의 2번째 도핑 위반이었기 때문에 그녀는 평생 선수 자격 정지 징계를 받았다. 그녀의 남편 세르게이 또한 평생 선수 자격 정지 징계를 받았다.

## 참조
1. ↑  “우크라이나의 블론스카, 평생 선수 자격 정지”. 《BBC Sport》 (BBC). 2008년 8월 29일.
2. ↑  “블론스카, 은메달 박탈”. 《BBC Sport》. 2008년 8월 22일. 2008년 8월 22일에 확인함.
3. ↑  “우크라이나 육상 선수 류드밀라 블론스카, 도핑으로 7종경기 은메달 박탈”. 런던: The Daily Telegraph. 2008년 8월 22일. 2010년 12월 3일에 원본 문서에서 보존된 문서. 2008년 8월 28일에 확인함.